# Spoorwegpoort (Antwerpen)
De Spoorwegpoort was een in 1870 door architect Felix Pauwels ontworpen en onder Brialmont gebouwde en in 1970 gesloopte poort in de Stelling van Antwerpen. Ze vormde een tweelingpoort met de Boomsepoort. In tegenstelling tot de andere poorten van de Brialmontomwalling was ze samen met de Boomsepoort in het midden van een aanvalsfront, namelijk Front 11 gebouwd.
Van noord naar zuid met de klok mee: Oosterweelsepoort · Ekersepoort · Bredapoort · Schijnpoort · Turnhoutsepoort · Herentalsepoort · Leopoldpoort · Louisapoort · Borsbeeksepoort · Spoorbaanpoort · Berchemsepoort · Mechelsepoort · Edegemsepoort · Wilrijksepoort · Sint-Laureinspoort · Kielsepoort · Boomsepoort · Spoorwegpoort · Sint-Bernardsepoort · Sint-Michielspoort · Hobokensepoort